# Kaposvár (distrikt)
Kaposvár är ett distrikt i Ungern. Det ligger i provinsen Somogy, i den västra delen av landet, 160 km sydväst om huvudstaden Budapest.